# Giselle

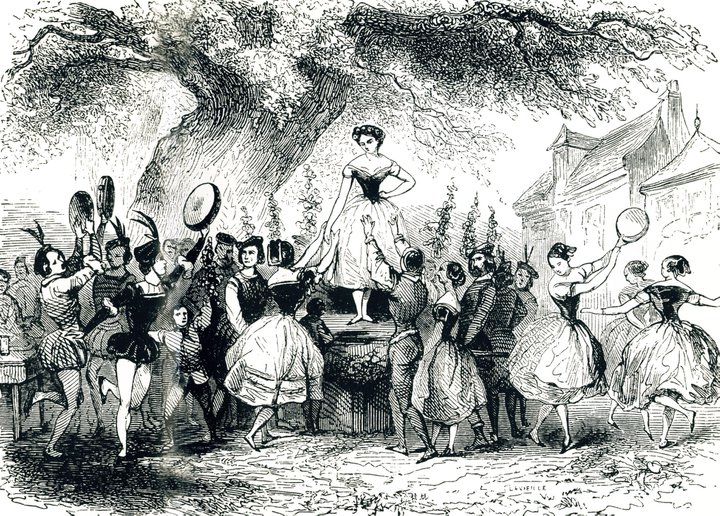
Scena z I aktu Giselle, Paryż 1845

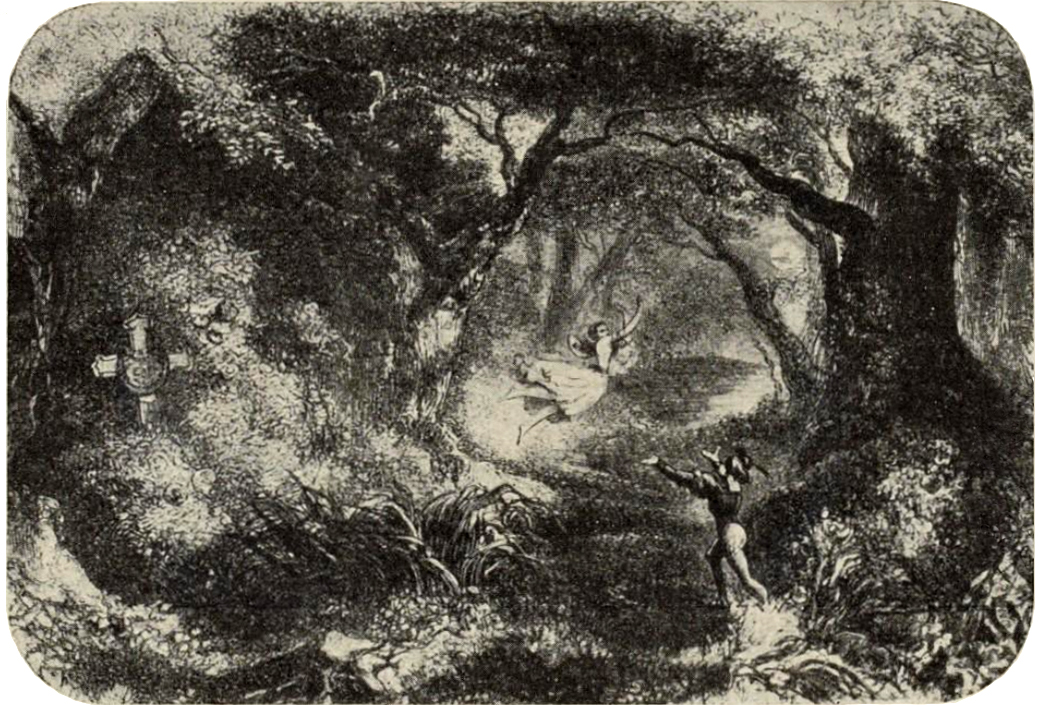
Scena z II aktu Giselle, Paryż 1845

Giselle (Giselle ou Les Willis) – balet fantastyczny w 2 aktach, sztandarowe dzieło francuskiego baletu romantycznego.
- Idea:Théophile Gautier (według legendy spisanej przez Heinricha Heinego)
- Libretto: Jules-Henri Vernoy de Saint-Georges
- Muzyka: Adolphe Charles Adam
- Choreografia: Jean Coralli i (nieoficjalnie) Jules Perrot
- Scenografia: Pierre-Luc-Charles Ciceri (dekoracje) i Paul Lormier (kostiumy)

Prapremiera: Paryż 28 czerwca 1841, Académie Royal de Musique

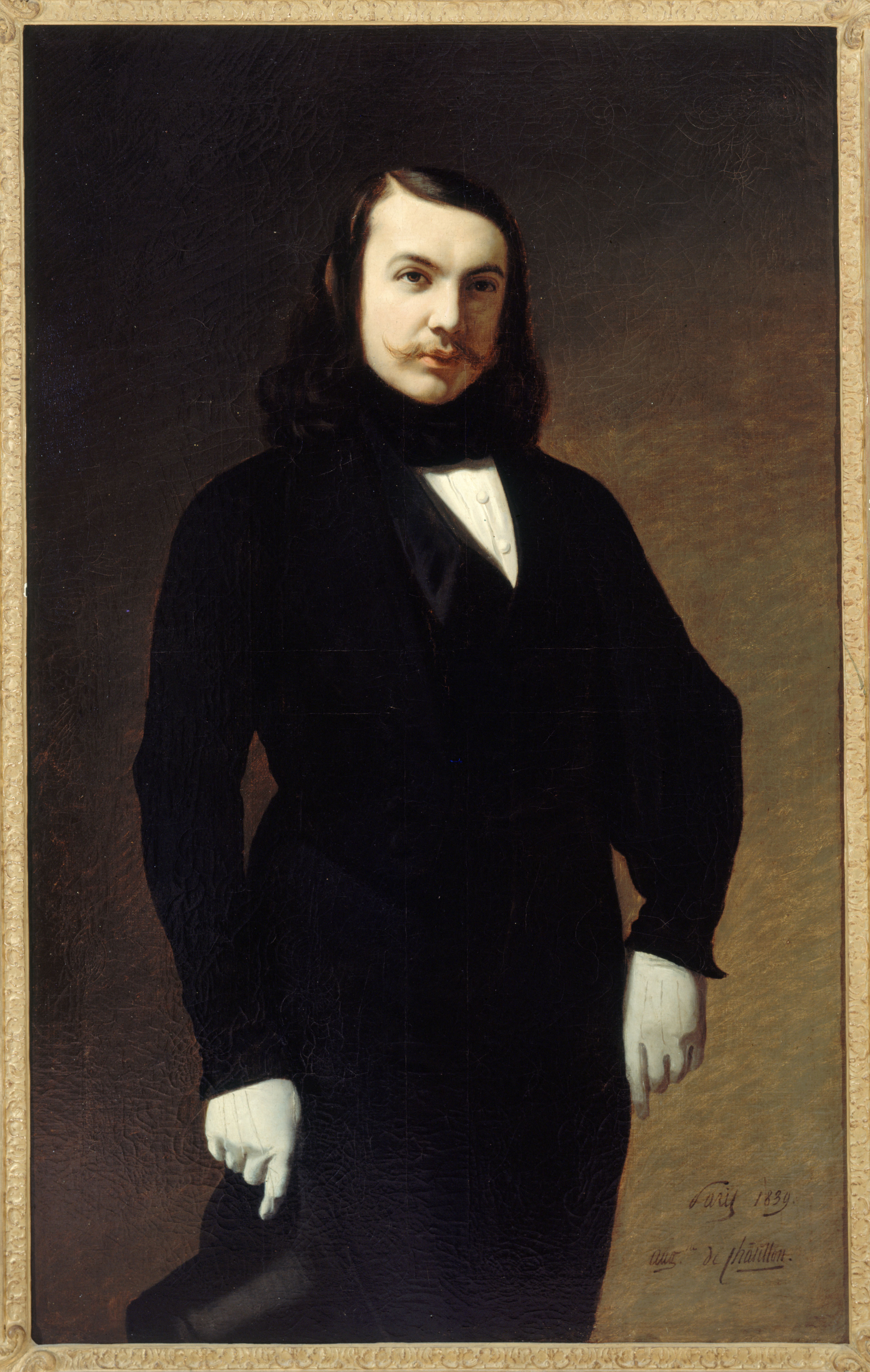
Théophile Gautier, pomysłodawca baletu Giselle

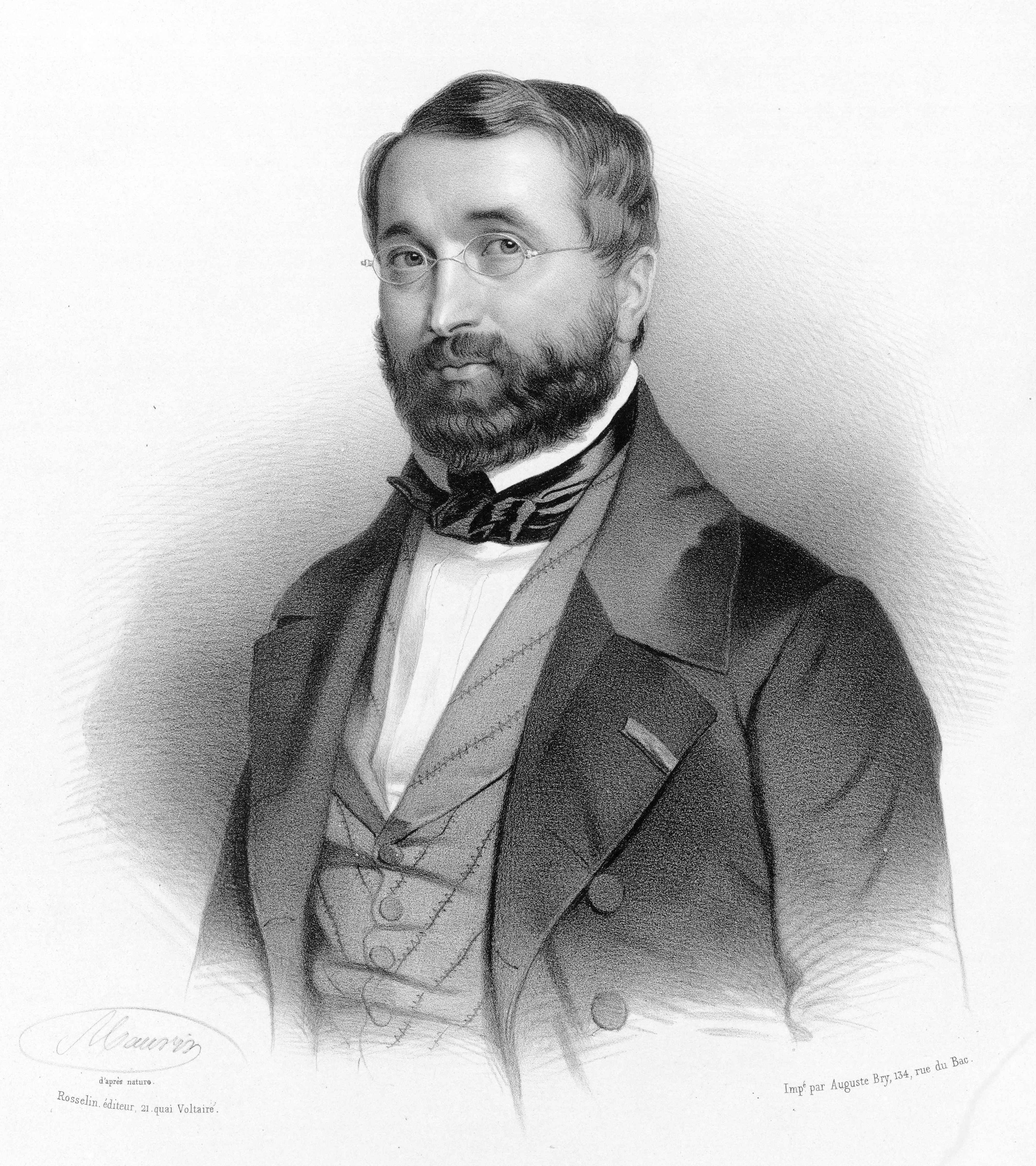
Adolphe Charles Adam, kompozytor Giselle

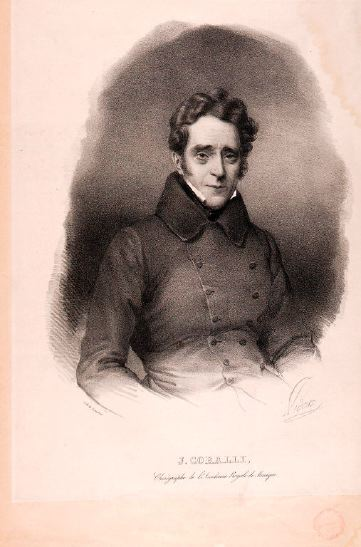
Jean Coralli, choreograf Giselle

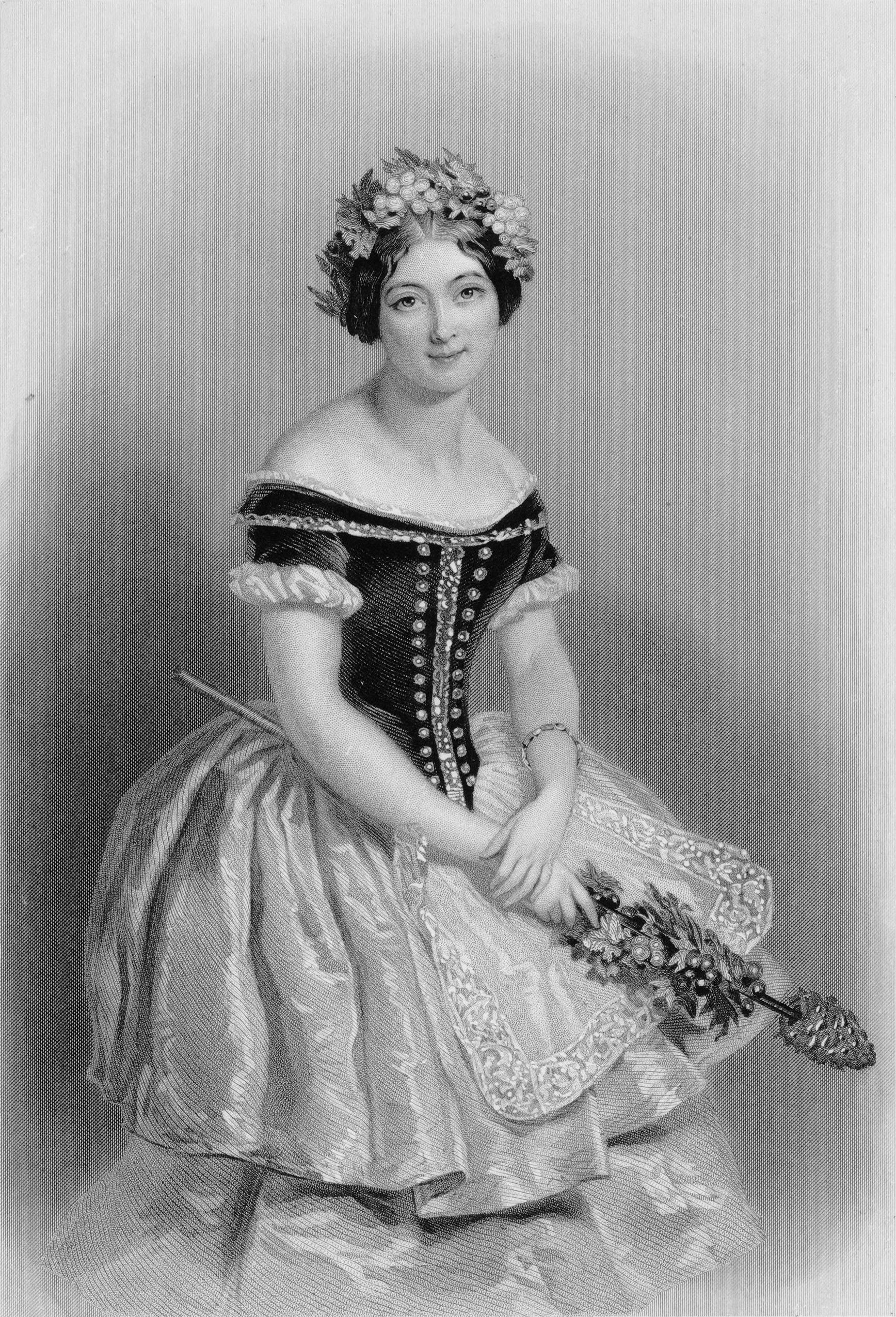
Carlotta Grisi jako Giselle

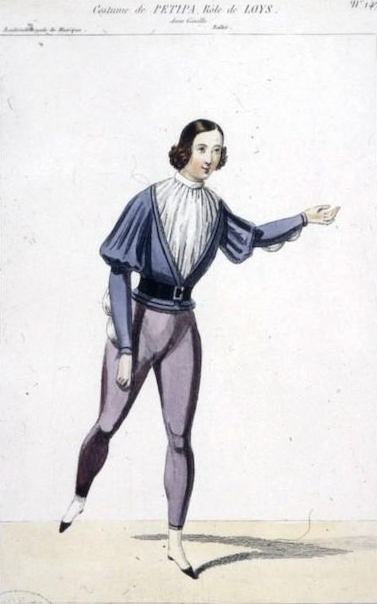
Lucien Petipa jako książę Albert w Giselle

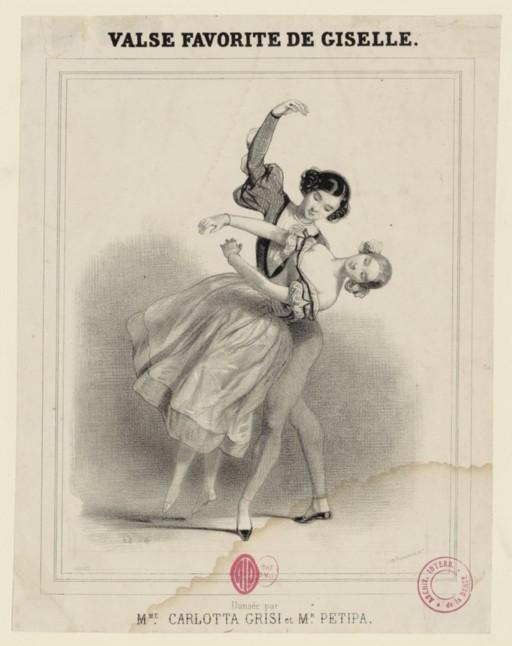
Carlotta Grisi i Lucien Petipa w Giselle

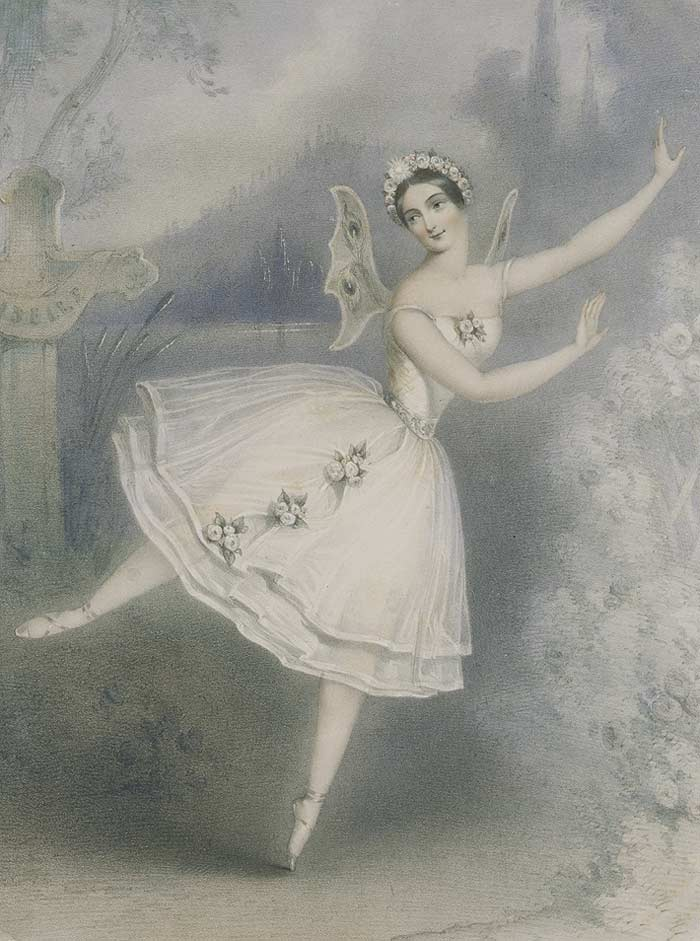
Carlotta Grisi jako Giselle

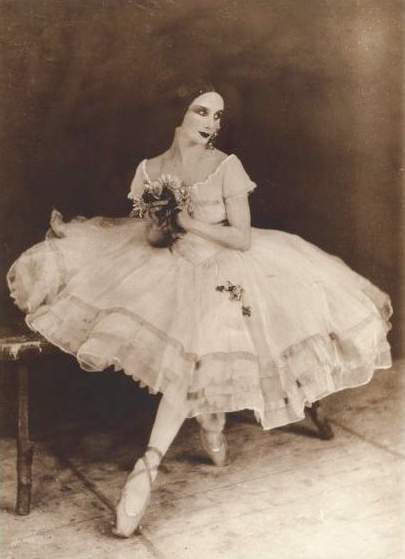
Anna Pawłowa jako Giselle

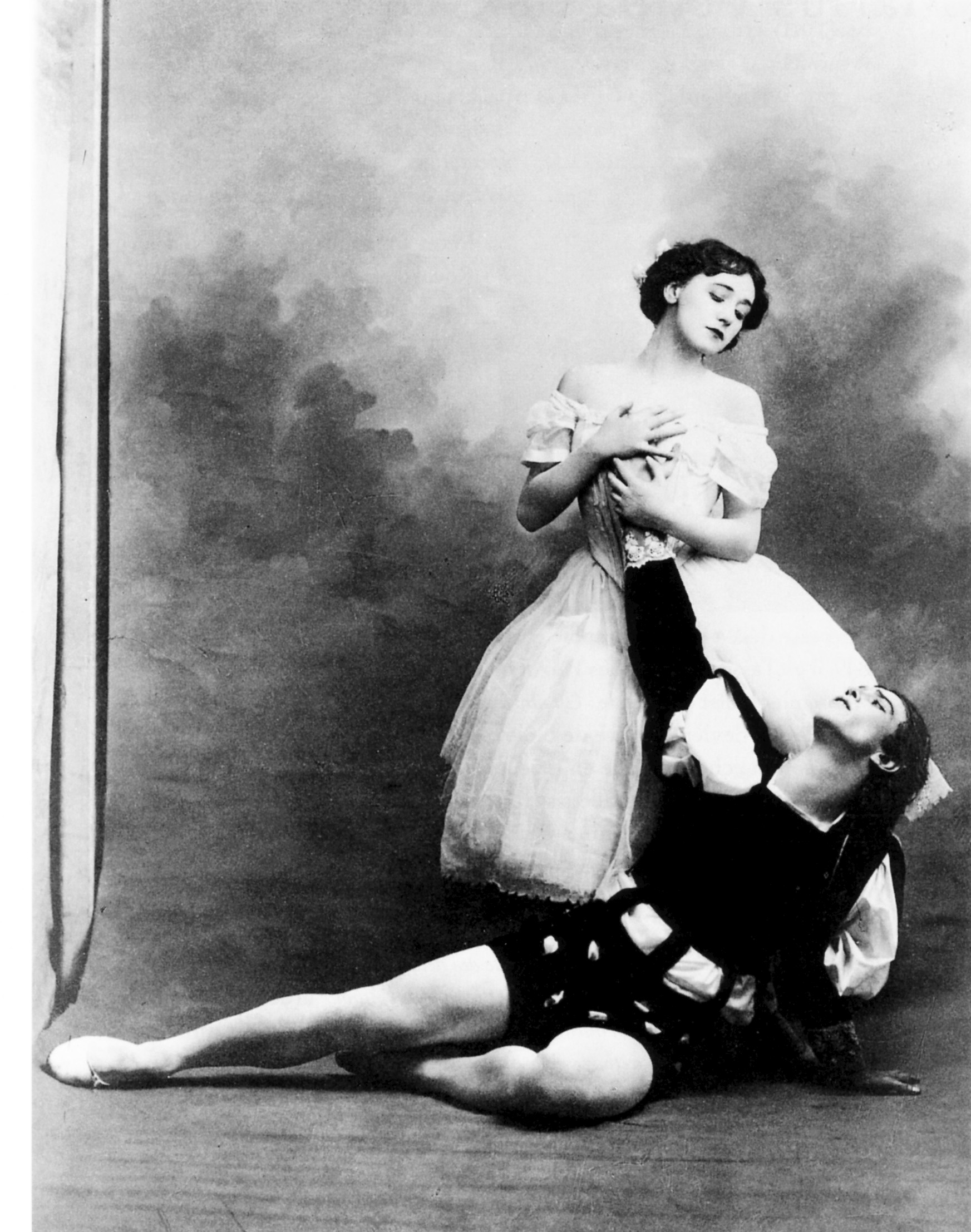
Tamara Karsawina i Wacław Niżyński w Giselle

Premiera polska: Warszawa 20 stycznia 1848, Teatr Wielki

## Geneza
Spektakl powstał na zamówienie baletmistrza Opery Paryskiej Jeana Corrallego pod wpływem Gautiera. 12 lutego 1841 Gautier był na spektaklu Faworyty Donizettiego. Zachwycony tańcem Carlotty Grisi z Lucienem Petipą namówił znanego librecistę Jules’a-Henry’ego Vernoya de Saint-Georges’a do współpracy. Wspólnie przekształcili legendę spisaną przez Heinricha Heinego w scenariusz baletu (należało rozwiązać przede wszystkim kwestię jak tytułowa bohaterka umiera i staje się duchem zwanym willidą). Libretto powstało w ciągu trzech dni, a Adolphe Charles Adam w ciągu tygodnia skomponował muzykę.
Twórcą przedstawienia był ówczesny główny baletmistrz paryskiego teatru operowego Jean Coralli i tylko on firmował na afiszu autorstwo kompozycji choreograficznej. Twierdzi się jednak, że tańce solowe dla tytułowej bohaterki przygotował podobno tancerz Jules Perrot, blisko związany wówczas z Carlottą Grisi, pierwszą wykonawczynią roli Giselle, zaś Coralli wkomponował je do swojego opracowania choreograficznego całości. Pozostałe główne partie tańczyli w prapremierze Lucien Petipa jako Książę Albert (później, w tradycji angielskiej i niemieckiej pod imieniem Albrechta) oraz Adéle Dumilâtre w roli Mirty, królowej willid. 
Kolejne inscenizacje Giselle, zawsze wzorowane na paryskiej wersji choreograficznej:
- Londyn – 12 marca 1842
- Petersburg – 18 grudnia 1842
- Mediolan – 17 stycznia 1843
- Moskwa – 25 listopada 1843
- Boston – 2 stycznia 1846
- Nowy Jork - 2 lutego 1846
- Warszawa – 20 stycznia 1848 (pt. Gizella, czyli Willidy, choreografia Roman Turczynowicz wg Jeana Corallego, muzyka Adolphe Charles Adam)

W premierze warszawskiej tańczyli: Konstancja Turczynowicz (Giselle), Aleksander Tarnowski (Książę Albert), Anna Piechowicz (Mirta), Feliks Krzesiński (Hilarion), Honorata Stolpe (Batylda), Ludmiła Polichnowska (Berta) i inni. Partyturę opracował i orkiestrą dyrygował Józef Stefani, a scenografię zaprojektował Antoni Sacchetti. 
W dniach 24, 27 i 29 listopada oraz 11 grudnia 1853 jako Giselle występowała w Warszawie gościnnie pierwsza paryska wykonawczyni tej roli Carlotta Grisi z Aleksandrem Tarnowskim jako partnerem w roli Alberta.

## Osoby
- Giselle – młoda wieśniaczka
- Albert – książę śląski, ukochany Giselle
- Batylda – narzeczona księcia Albrechta
- Hilarion – leśniczy
- Mirta – królowa willid
- Książę kurlandzki – ojciec Batyldy
- Berta – wieśniaczka, matka Giselle
- Wilfryd – giermek księcia Albrechta
- Moyna – willida
- Zulmé – willida
- Przyjaciółki Giselle, towarzysze Hilariona, dworzanie księcia kurlandzkiego, trębacze, sokolnicy, wieśniacy i wieśniaczki, willidy

## Treść

### Akt I
Akcja pierwszego aktu rozgrywa się w wiosce, w okresie winobrania. Giselle to piękna dziewczyna, córka Berty. O jej rękę stara się leśniczy Hilarion. Giselle jest zakochana w młodzieńcu o imieniu Loys. Nie wie, że jest to książę Albert w chłopskim przebraniu. Wilfryd próbuje bezskutecznie powstrzymać lekkomyślnego księcia. Giselle i Loys-Albert spotykają się, a ich szczęście zakłóca nadejście Hilariona, który przysięga Loysowi zemstę.
W wiosce rozpoczyna się świętowanie winobrania. Do radosnych tańców przyłącza się Giselle, chociaż jej matka próbuje ją odwieść od zabawy, ganiąc za płochość. Do wioski zbliżają się myśliwi (głos rogu poprzedza ich nadejście). Ich bliskość niepokoi przebranego Alberta, który szybko ukrywa się. W tym samym czasie leśniczy Hilarion znajduje ukryte w lesie szaty księcia. W orszaku myśliwych do wioski wjeżdża książę Kurlandii i jego córka Batylda, narzeczona Alberta. Berta wraz z córką zapraszają gości do swojej chaty. Zabawa w wiosce trwa nadal, a Giselle zostaje królową winobrania. Do zabawy przyłącza się Loys-Albert, pewien, że myśliwi już odjechali. Zjawia się Hilarion ze strojem księcia i demaskuje Alberta. Hilarion gra na myśliwskim rogu pobudkę. Na ten dźwięk z chaty Berty wychodzi książę z Batyldą. Są zaskoczeniu obecnością Alberta w chłopskim przebraniu. Zrozpaczona Giselle odbiera sobie życie szablą ukochanego księcia. Albert rozpacza i próbuje odebrać sobie życie sztyletem. Wilfryd i dworzanie uniemożliwiają samobójstwo i wyprowadzają go. Hilarion, widząc tragiczne skutki swojego postępku, ucieka.

### Akt II
Jest noc. W lesie, nad brzegiem jeziora, zatrzymuje się Hilarion z myśliwymi. Księżyc oświetla mogiłę Giselle. O północy zapalają się błędne ogniki, a przerażeni towarzysze Hilariona uciekają. To niebezpieczne miejsce. Nawiedzają je willidy. Pojawia się Mirta – królowa willid. Magiczną gałązką rozmarynu przywołuje zjawy. Dzisiejszej nocy mają przyjąć do swojego grona Giselle. Duch Giselle wyłania się z grobu. W otoczeniu willid zaczyna tańczyć.
Do grobu Giselle zbliża się nieszczęśliwy Albert. Przez chwilę widzi zjawę – ducha ukochanej. W tym samym czasie willidy dostrzegają ukrytego w zaroślach Hilariona. Otaczają go tanecznym kręgiem i wprowadzają na taflę jeziora. Leśniczy ginie. Willidy, szukając kolejnej ofiary, spostrzegają Alberta. Giselle chce go ocalić i nakazuje mu stanąć za krzyżem jej grobu. Mirta nie daje się przejednać i każe Giselle tańczyć. Albert, zachwycony widokiem ukochanej, opuszcza bezpieczne miejsce i przyłącza się do tańca Giselle. Zaczyna świtać. Wraz z odejściem nocy ginie moc willid. Giselle żegna ocalonego Alberta na zawsze i znika w mogile. Omdlałego księcia nad grobem Giselle odnajduje jego giermek Wilfryd.

## Znani wykonawcy głównych ról
Baleriny zagraniczne w roli Giselle:
- Carlotta Grisi
- Maria Taglioni
- Fanny Elssler
- Jelena Andriejanowa
- Mary Ann Lee
- Nadieżda Bogdanowa
- Praskowia Lebiediewa
- Jekatierina Wazem
- Anna Pawłowa
- Tamara Karsawina
- Olga Prieobrażenska
- Olga Spiesiwcewa
- Galina Ułanowa
- Marina Siemionowa
- Tamara Toumanova
- Alicia Markova
- Alicia Alonso
- Yvette Chauviré
- Liane Daydé
- Margot Fonteyn
- Carla Fracci
- Irina Kołpakowa
- Antoinette Sibley
- Lynn Seymour
- Natalia Makarowa
- Natalia Biessmiertnowa
- Jekatierina Maksimowa
- Ghislaine Thesmar
- Eva Evdokimova
- Gelsey Kirkland
- Nina Ananiszwili
- Alessandra Ferri
- Swietłana Zacharowa
- Alina Somova

Baleriny polskie w roli Giselle:
- Konstancja Turczynowicz
- Maria Freytag
- Kamila Stefańska
- Helena Cholewicka
- Zygfryda Gilska
- Ludwika Adler
- Zofia Mikulska
- Halina Szmolcówna
- Maria Krzyszkowska
- Olga Sawicka
- Elżbieta Jaroń
- Renata Smukała
- Barbara Rajska
- Ewa Wycichowska
- Ewa Głowacka
- Anna Białecka
- Beata Więch
- Bożena Szymańska
- Elżbieta Kwiatkowska
- Chinara Alizade

Tancerze zagraniczni w roli księcia Alberta:
- Lucien Petipa
- Irakli Nikitin
- Wacław Niżyński
- Michaił Mordkin
- Lawrienty Nowikow
- Serge Lifar
- Anton Dolin
- Michaił Gabowicz
- Konstantin Siergiejew
- Aleksiej Jermołajew
- Igor Youskevich
- Robert Helpmann
- Jurij Żdanow
- Michael Somes
- Nikołaj Fadiejeczew
- Erik Bruhn
- Maris Liepa
- Rudolf Nuriejew
- Władimir Wasiljew
- Cyril Atanassoff
- Michaił Ławrowski
- Paolo Bortoluzzi
- Michaił Barysznikow
- Michaël Denard
- Aleksandr Bogatyriew
- Aleksandr Godunow
- Wiaczesław Gordiejew
- Patrick Dupond
- Andris Liepa
- Ángel Corella
- Roberto Bolle
- David Hallberg
- Denis Rodkin

Tancerze polscy w roli księcia Alberta:
- Aleksander Tarnowski
- Antoni Tarnowski
- Ludwik Rządca
- Aleksander Gillert
- Michał Kulesza
- Piotr Zajlich
- Henryk Giero
- Zbigniew Strzałkowski
- Feliks Malinowski
- Gerard Wilk
- Janusz Smoliński
- Wiesław Kościelak
- Jerzy Makarowski
- Zdzisław Ćwioro
- Jerzy Barankiewicz
- Waldemar Wołk-Karaczewski
- Ireneusz Wiśniewski
- Janusz Mazoń
- Mariusz Małecki
- Bogdan Cholewa
- Mirosław Gordon
- Sławomir Woźniak
- Vladimir Yaroshenko
- Patryk Walczak
- Dominik Senator